# Wälzen (Verhaltensbiologie)
Als Wälzen bezeichnet man in der Verhaltenskunde die eine Drehbewegung des Körpers um seine Längsachse. Unter bestimmten Umständen wird der Vorgang auch als Sandbad bezeichnet; bei Rot- und Schwarzwild als Suhlen. Das eigenständige Wälzen ist eine normale Verhaltensweise. Darüber hinaus wird das passive Wälzen auch therapeutisch in der Tiermedizin eingesetzt.

## Wälzen als arttypisches Verhalten
Bei Pferden dient das Wälzen primär der Fellpflege und drückt zumeist Wohlbefinden aus. Es kann aber auch bei Juckreiz oder Koliken oder als Übersprungsreaktion zm Abbau angestauter Spannungen auftreten. Bei Pferden ist das Wälzen auf einer Seite eine angeborene Verhaltensweise. Das Rollen über den Rücken ist dagegen eine erlernte Handlung und kann nicht von allen Pferden ausgeführt werden.
Auch beim Hund ist das Wälzen Teil der Fellpflege und drückt Wohlbefinden aus. Gelegentlich wälzen sich Hunde auch in Aas, Kot oder anderen (für den Menschen) übelriechenden Substanzen. Lange galt als Erklärung, dass Hunde damit ihren eigenen Körpergeruch überdecken wollen, um Beutetiere zu täuschen. Allerdings findet dieses Verhalten auch gänzlich ohne Jagdambitionen statt. Vielmehr wird durch den Aasgeruch dem Rudel und Sexualpartnern vermittelt, dass das Tier in der Lage ist, Beute zu machen. Häufig wälzen sich auch mehrere oder alle Hunde eines Rudels in Aas, vermutlich wird durch den gemeinsamen Geruch die Bindung im Rudel gefördert.

## Wälzen zur Therapie
Als therapeutische Handlung wird das Wälzen vor allem bei einer Gebärmutterverdrehung (Torsio uteri) beim Rind angewendet. Damit lassen sich etwa 95 % der Fälle dieser schweren Geburtsstörung erfolgreich behandeln. Hierzu wird das Tier auf eine ausreichend große Fläche mit weichem Untergrund verbracht und das Becken mit einer festen Rolle aus Stroh hochgelagert. Anschließend wird das Tier auf die Seite der Verdrehung gelegt, die Frucht fixiert und das Tier langsam über den Rücken gerollt. Das Fixieren von Frucht und Gebärmutter erfolgt zumeist durch ein Brett von außen.